# آسان‌کوک
آسان‌کوک یا آسان‌کوه روستایی در دهستان بزمان بخش بزمان شهرستان ایرانشهر استان سیستان و بلوچستان ایران است.

## جمعیت
بر پایه سرشماری عمومی نفوس و مسکن در سال ۱۳۹۵ جمعیت این روستا ۲۶۰ نفر (۶۲خانوار) بوده‌است.